# Uzbekistan ai XXIV Giochi olimpici invernali
L'Uzbekistan ha partecipato ai XXIV Giochi olimpici invernali, che si sono svolti dal 4 al 20 febbraio 2022 a Pechino in Cina, con una delegazione composta da 1 atleta.

## Delegazione
| Sport      | Uomini | Donne | Totale |
| ---------- | ------ | ----- | ------ |
| Sci alpino | 1      | -     | 1      |
| Totale     | 1      | -     | 1      |

## Risultati

### Sci alpino
| Atleta            | Evento          | Tempo     | Tempo     | Tempo   | Posizione |
| Atleta            | Evento          | 1ª manche | 2ª manche | Totale  | Posizione |
| ----------------- | --------------- | --------- | --------- | ------- | --------- |
| Komiljon Tukhtaev | Slalom gigante  | 1'03"42   | 1'14"72   | 2'27"49 | 29º       |
| Komiljon Tukhtaev | Slalom speciale | DSQ       | DSQ       | DSQ     | DSQ       |